# NGC 410
NGC 410 là một thiên hà hình elip nằm trong chòm sao Song Ngư. Nó được phát hiện vào ngày 12 tháng 9 năm 1784 bởi William Herschel. Nó được Dreyer mô tả là "khá sáng, khá lớn, phía đông bắc của 2.", cái còn lại là NGC 407.